# Анатомія менеджменту. Ефективний спосіб керувати компанією
Анатомія менеджменту. Ефективний спосіб керувати компанією (англ. Mintzberg on Management by Henry Mintzberg) — книжка професора менеджменту МакГілльского університету Генрі Мінцберга. Вперше опублікована 1989 року. В 2018 році перекладена українською мовою видавництвом «Наш формат» (перекладач — Роман Корнута).

## Огляд книги
Г.Мінтцберг вперше спробував змінити наше розуміння суті управлінської діяльності в своїй книзі «Природа управлінської праці». Згодом він, розширивши бачення сутності менеджменту, у своїй всеосяжній роботі «Анатомія менеджменту» викладає набуті знання щодо стратегії, структури, влади та політики — гештальт організаційної теорії.
Мінцберг як гуру висхідного менеджменту вивчає компанії зсередини, щоб дізнатись істинну суть бізнесу. З'ясувавши, як в дійсності формулюється стратегія компанії, автор вказує, що успішна стратегія рідко може стати результатом одиничного міркування. Автор також зазначає ключі успішного управління, починаючи з опису характеристик зразкового менеджера, який повинен гармонійно поєднувати в собі міжособистісні та інформативні якості, а також втілювати роль відповідального за прийняття рішень.
Проте, як свідчить автор, ефективність управління залежить не тільки від поєднання вищеперерахованих рис, але й розуміння особою власної роботи, наскільки добре він чи вона усвідомлює та реагує на тиск та дилеми, що виникають в процесі професійної діяльності. Нерідко виникає ситуація, коли робоче навантаження може змусити керівника до поверхневих дій. Ефективний керівник долає поверхневість, відступаючи назад, щоб побачити цілісну картину.
Зосереджуючись на тому, як функціонують реальні компанії, автор відповідає на питання про:
- Організаційну структуру компаній;
- Владні відносини та цілі компанії;
- Прийняття важливих стратегічних рішень[2].

У своїй діяльності керівник може брати на себе різні ролі, що варіюються в залежності від виконуваних ним функцій — чи то в процесі керівництва компанією, вирішення конфліктів, ведення переговорів, укладення контрактів, або під час представлення свого департаменту на засіданні ради директорів. Простіше кажучи, менеджер з легкістю перемикає ролі в результаті зміни завдань, ситуацій та очікувань. Зважаючи на це, Генрі Мінцберг в своїй книзі виокремив десять основних ролей та поведінок, які можуть бути використані для класифікації функцій менеджера, а саме: номінальний голова, лідер, зв'язуюча ланка, спостерігач, дисемінатор, оратор, підприємець, приборкувач конфліктів і проблем, розподільник ресурсів, парламентер.